# Алексица
Скално светилище „Алексица“ се намира на едноименния връх над село Старосел, (Област Пловдив) на територията на същинска Средна гора.

## Откритие
Светилището е открито през лятото на 2013 г. при обход в билната част на Същинска средна гора от археологически екип ръководен от българския археолог доц. д-р Иван Христов. Култовото място е поредното скално светилище използвано от древните траки и маркира западната периферия на големия високопланински култов комплекс с център връх Кози грамади.

## Описание и особености
Археологическият обект е разположен на връх Алексица (1535 м. н. в) и представлява скална кулминация разположена върху сравнително равното било на планината на запад от връх Фенера (1480 м. н.в.). Връх Алексица е сред планинските върхове на Средна гора, които ясно се очертават и дават възможност за наблюдение от десетки километри. Според доц. Христов новооткритият обект е безспорно култов предвид липсата на открити селища в тази част на планината и агресивната климатична среда. По същество той маркира и пределната надморска височина в Планинска Тракия на разположение на светилища.
Под термина светилище доц. Христов разглежда пространство, предназначено за почитане на една или повече космологични сили. То е отделено от заобикалящия го свят и там се събират членовете на култови общества с цел извършването на лични или колективни обреди пред определен ритуален фокус. Според доц. Христов обектът спада към определена категорията светилища на планински върхове в тази част на Средна гора с преобладаваща скална основа.

## Проучване и датировка
В източната част на връх Алексица около група скали екипът археолози ръководени от доц. Христов открива струпване на керамични фрагменти ръчно изработени съдове. Керамичните фрагменти са открити силно раздробени на повърхността в диаметър 3 m. Учените предполагат, че вероятно тяхното количество в миналото е било
ограничено поради факта, че по склоновете на Алексица не са открити други керамични фрагменти. Керамиката се отличава със силно измит повърхностен слой, сиво-кафяв цвят на повърхността след изпичане и едри и дребни пясъчни частици в глината. Неравномерният цвят на лома свидетелства за кратковременно открито опалване.
Преобладаващи са фрагментите от дебелостенни съдове. Украсата е предствена от релефна лента с прищипвания или коси насечени черти.
Според оформянето на релефните елементи археолозите ги определят като характерни най-общо за периода VI–IV век пр. Хр. Разтрошаването на керамични съдове и затрупването им с дребни камъни и късове скала е регистрирано и при другите древнотракийски светилища в района на връх Кози грамади. Доц. Христов отбелязва, че тази практиката се повтаря и при цялостно проученото светилище на връх Кози грамади от VІІІ в. пр. Хр. до ІV в. пр. Хр.6; при връх Сборови грамади; връх Фенер; връх Гидика (1044 м. н.в.), както и по-ниско разположените върхове Марков камък, Каменица и Елдермен (землище на с. Старосел, Община Хисаря). Голямата концентрация на култови паметници около връх Кози грамади, чийто елемент е обекта на връх Алексица обяснява защо през ІV в. пр. Хр. в югоизточното подножие на Кози грамади е построена одриска владетелска резиденция.
Нейното изграждане е било съобразено с вече утвърдения култ към скалата и респективно планината в зона която доц. Христов нарича „Свещената планина на Одрисите“. Доц. Христов отбелязва, че коментираната зона е най-наситената с култови обекти област на Средна гора, където разстоянието между светилищата по въздушна линия е средно 1 km, според Христов, който и да е бил владетеля използвал удобствата на укрепената резиденция определено сред неговите задължения е било да осъществява връзката между простосмъртните и боговете в духа на запазените писмени сведения на Атеней, който припомня сведенията на Теопомп за историята на Филип Македонски.

## Предания и легенди
Наименованието на връх Алексица е познат и под формата Алесица и според преданията, запазени в Старосел, носи името си от Алес или Александър. Според доц. Христов скритият митичен герой зад името на върха е „стар генерал, войвода или цар“. Христов допуска, макар и в сферата на свърхинтерпретацията, че името на средногорския връх е свързано с Александър Македонски.
Тази хипотеза той обяснява с дълготрайното запазване на историческия мит за Александър Македонски, който е известен още от Елинистическата епоха. С посредничеството на историографията, на
реторически съчинения и устни предания сюжетът на този мит преминава в романа за Александър и влиза в средновековния фолклор. Впоследствие романтичната традиция се предава в гръцки и български народни песни и в други жанрове на средновековната народна литература. Александър и неговият кон Буцефал изграждат типологична жанрова система, която е характерна за българските юнашки народни песни. В епохата на християнството, след IХ в. в българския фолклор ни се наблюдава симбиоза между образа на Александър Македонски, съхранен в народната памет, и Свети Георги Победоносец.

## Свързаност с други археологически обекти
Между 12 юли до 15 октомври 2013 г. на връх Кози грамади в Същинска средна гора са проведени археологически проучвания от екип под ръководството на доц. д-р Иван Христов на тракийско светилище, част от античен групов паметник от национално значение обхващащ площ от 61 дка.
На площ от 10 дка в най-високата част върха научната експедиция разкрива основите на съществувало светилище чието най-ранно функциониране започва през Ранно желязната епоха синхронно със скалното светилище на близко разположения връх Сборови грамади. Хронологически вероятно с известна приемственост следват
ритуални структури от V в. пр. Хр. Стената в южния сектор на върха е играела ролята на периболос на свещеното пространство (теменоса). Според доц. Христов датирането на материали от пред Елинистическата епоха допълват съществуващият хиатус в усвояването на целия връх Кози грамади (владетелска резиденция в югоизточния скат на върха е построена около средата на IV в. пр. Хр).
През втората половина на III в. пр. Хр. на Кози грамади е функционирало открито скално светилище посветено на боговете Зевс и Хера. Християнски храм от края на IV и началото на V в. бележи финалния етап на развитие на култово място.
Връзката между обектите в района на връх Кози грамади и тези, разположени в землището на Старосел, са паметниците локализирани в местността Брезина поляна и тези, разположени около туристически комплекс Бяло камъне. Така например вече е доказано наличието на пътна връзка между подмогилните храмове и гробници от двете страни на Стара река, скалните светилища на Каменица и Марков камък със светилище и резиденцията на връх Кози грамади. Синхронното функциониране на повечето монументални паметници (подмогилни храмове и представителна постройка във владетелската резиденция на връх Кози грамади) е предпоставка да включим археологическите обекти на връх Кози грамади към големия селищен микрорайон разположен между река Красновска и Кошовица.